# Hyperaspis inexpectata
Hyperaspis inexpectata är en skalbaggsart som beskrevs av Albert Günther 1959. Hyperaspis inexpectata ingår i släktet Hyperaspis, och familjen nyckelpigor. Enligt den finländska rödlistan är arten sårbar i Finland. Arten har ej påträffats i Sverige. Artens livsmiljö är skogar.